# 神川丸 (特設水上機母艦)
神川丸（かみかわまる）は川崎汽船の神川丸型級貨物船のネームシップ。日中戦争から太平洋戦争にかけて特設水上機母艦、特設航空機運搬艦として運用された。
なお、太平洋戦争後に川崎汽船の神川丸型貨物船（二代目）のネームシップとして同名の二代目船が建造された。1951年（昭和26年）に竣工後、北米航路で活躍。1972年（昭和47年）にパナマ企業に売却後、1979年（昭和54年）に解体された。また川崎汽船グループの川崎近海汽船が2002年（平成14年）にRO-RO船となる三代目船を建造し、現在は大阪港と釧路港の間を運航している。

## 概要

### 定期航路貨物船
1919年（大正8年）設立の川崎汽船は当初、川崎造船所で建造中のストックボートや、委託された造船所所有船などを船隊の主力とした。2年後の1921年（大正10年）には、川崎造船所および国策会社の国際汽船と航路の共同運営を開始。「Kライン」の始まりとなる。その後、1927年（昭和2年）の国際汽船の離脱および1934年（昭和9年）の川崎造船所の船主業撤退を経て、名実とともに「Kライン＝川崎汽船」となった。この時点での川崎汽船は船隊の主力は依然としてストックボートなど旧型船が多くを占めていた。そこで、川崎汽船では優秀船隊整備計画を掲げ、1935年（昭和10年）にタンカー「建川丸」（10,091トン）を建造して就役させたのを手始めとして、新鋭船を続々投入する事となった。
「神川丸」はニューヨーク定期航路用貨物船として川崎造船所で建造され、1937年（昭和12年）3月に竣工した。本船型4隻の船名の由来は「神聖君國」からきている。就航後は予定通りニューヨーク航路に就いたものの、4ヵ月後に勃発した日中戦争により、商業航海はわずか二往復しかできなかった。このため、川崎汽船は代替として、優秀船舶建造助成施設の適用を受けて、仕様を一部変更した「宏川丸」（6,872トン）を建造し、さらに火災事故により放棄されたイギリス船籍貨物船を購入して大修理を行い、「靖川丸」（6,770トン）として更生させてニューヨーク航路に投入した。

### 日中戦争での活動
「神川丸」は1937年9月17日付で日本海軍に徴傭され、翌9月18日に特設水上機母艦として入籍。佐世保鎮守府籍となる。簡単な艤装工事を行って中国戦線に赴き、第三艦隊（長谷川清大将・海軍兵学校31期）に属して10月より中支方面で杭州湾上陸戦や南京攻略戦などを支援。12月からは第三航空戦隊所属艦として南支方面へ移動し、翌1938年（昭和13年）1月にかけて補給路遮断作戦に参加。水上機母艦「神威」の水上機隊と組んで軍用列車や船艇を繰り返し爆撃して多大な戦果を挙げた。この頃、艦内に酒保設置の申請が出される。やがて戦線が奥地へ移動したため水上機隊の作戦もとりあえず終了し、12月15日付で特設航空機運搬艦へ類別変更となる。
1939年（昭和14年）2月以降は海南島攻略作戦後の掃討作戦にも参加。9月17日、北部仏印進駐（IC作戦）に参加して、重巡洋艦「鳥海」や第二航空戦隊などと共に第二遣支艦隊を編成し、「神川丸」の九四式水上偵察機や九五式水上偵察機は洋上哨戒や日本陸軍の地上支援に活躍した。11月13日、重巡洋艦「足柄」水上機隊、水上機母艦「能登呂」を指揮下に入れ南寧市からの撤退作戦に従事した。作戦中の11月15日付で再度特設水上機母艦となり、支那方面艦隊（及川古志郎中将・海兵31期）に属して南支方面を転戦した。月平均20回、延べ120機が出動し、45日ごとに台湾の高雄に入港して補給、再出撃を繰り返していたという。1939年11月から1年間にかけて本艦は九五式水上偵察機4喪失・8名戦死と引き換えに、敵兵1万名を攻撃、戦車6両爆砕、自動車113両破壊、牛車725両損傷、ジャンク216隻を撃沈、倉庫357棟破壊または炎上、橋梁39大破という戦果を挙げた。

### 太平洋戦争での活動
1941年（昭和16年）5月、佐世保海軍工廠に入渠して出師準備計画に沿った改装が行われ、カタパルトを1基装備した。また、零式水上偵察機を前甲板に2機と後甲板に2機の計4機、零式水上観測機を前甲板に2機と後甲板に6機の計8機搭載できるように改められた。兵装は12センチ高角砲2門から15センチ単装砲2門に換装され、対空機銃も装備された。
11月22日に佐世保を出港し、11月27日に三亞に到着。太平洋戦争緒戦では第十二航空戦隊の「神川丸」、「山陽丸」と第九根拠地隊の「相良丸」で馬来部隊の第二航空部隊を編成し、マレー半島への上陸作戦に参加した。その任務は船団の護衛、泊地の警戒および陸戦の支援であった。「神川丸」の水上機は索敵や船団の護衛、シンゴラでの陸戦支援などに従事した。「神川丸」は12月6日に三亞を出港し、カムラン湾へ向かった。12月7日、索敵からの帰投途中の「神川丸」の零式水上偵察機がイギリスのPBYカタリナ飛行艇と遭遇して交戦し、そのカタリナは陸軍機により撃墜された。同日、船団護衛に従事した「神川丸」の観測機1機が山に接触、1機が着水時に転覆して大破した。マレー沖海戦のあった12月10日、「神川丸」と「山陽丸」の水上機も索敵を行ったがこれらは「神川丸」の水上機がスウェーデン船を発見したのみでイギリス艦隊は発見できなかった。
次いでミリ、セリア、クチン攻略戦(英領ボルネオ作戦)の支援を行った。
1942年（昭和17年）に入ってからはカムラン湾での整備作業に専念していたが、2月から3月にかけては蘭印作戦に協力し、パレンバン、ジャワ島作戦で搭載機による対潜哨戒などに従事した。3月10日付で第四艦隊（司令長官井上成美中将・海兵37期）付属となり、南東方面に転じる。
4月から5月にかけてはツラギ攻略作戦協力 に続いて、ポートモレスビー攻略を目的とする珊瑚海海戦では、デボイネに前進水上機基地を設営し飛行機隊を移した後、ウッドラーク島近海で基地航空隊や掩護部隊の指揮を執った。ポートモレスビー攻略作戦が中止になるとショートランドに帰投し、ラバウルを経てサイパン島に移動した。
5月20日附で「神川丸」は正式に第十一航空戦隊（司令官藤田頼太郎少将）に編入された。これは同月1日に水上機母艦瑞穂（十一航戦所属）が撃沈された為である。
5月下旬から6月上旬にかけてのミッドウェー作戦における「神川丸」は、第十一航空戦隊（司令官藤田類太郎少将）を基幹とする航空隊（千歳、神川丸、駆逐艦早潮、第35号哨戒艇〔旧駆逐艦蔦〕、海軍陸戦隊1個小隊）として参加する。航空隊は、ミッドウェー島占領に向かう輸送船団と護衛隊（指揮官田中頼三第二水雷戦隊司令官）の対潜・対空警戒およびキューア島（クレ環礁、ミッドウェー島北西方向）の占領、作戦成功後のミッドウェー島水上機基地建設という任務を与えられた。
5月28日、航空隊4隻は他部隊と共にサイパン島を出撃。6月4日、航空隊4隻（千歳、神川丸、早潮、35号哨戒艇）は事前の計画どおり攻略船団と分離してキューア島に向かった。
6月5日、第一航空艦隊の主力空母4隻（赤城、加賀、飛龍、蒼龍）は米海軍機の空襲により炎上、戦闘不能となる。1000、攻略部隊指揮官近藤信竹第二艦隊司令長官は船団部隊（田中頼三司令官）に対し、第十一航空戦隊司令官指揮による輸送船団の避退と、第二水雷戦隊の攻略部隊本隊（第二艦隊）への合流を命じる。キューア島に向かっていた航空部隊は反転、速力24ノットの2隻（千歳、早潮）は同日1630に、低速の神川丸等は6月6日0400に、それぞれ船団部隊と合流。船団は、藤田司令官の指揮下で南鳥島方面への退避を続けた。同日夜、山本五十六連合艦隊司令長官は北方部隊増強を下令。神川丸は燃料補給を受けたのち、北方部隊に編入されることになった。
6月8日1710、神川丸（乗艦中の二聨特陸戦隊1コ分隊ふくむ）は船団部隊と分離。6月9日午前中に、第三戦隊第1小隊（比叡、金剛）等と合流して北方に向かった。同日正午より第五艦隊司令長官細萱戊子郎中将（北方部隊指揮官）の指揮下に入り、神川丸艦長指揮下の水上機部隊（特設水上機母艦《神川丸、君川丸》、駆逐艦汐風）を編成。アッツ島およびキスカ島攻略作戦にも参加した。6月15日、「神川丸」はキスカ島に到着、飛行哨戒を開始する。熱帯地作戦の装備のままミッドウェー作戦を経て北方海域に転進したため、「神川丸」は寒冷地作戦の装備がなく苦労することになったという。
7月14日付で、「神川丸」は第二艦隊（司令長官近藤信竹中将・海兵35期）麾下の第十一航空戦隊に編入され、再びショートランド方面に進出。ソロモン方面の作戦を支援した。1943年（昭和18年）2月1日、ショートランドで停泊中に爆撃を受け損傷する。修理後も横須賀とトラックおよびラバウル方面を往復する輸送任務に任じた。

### 沈没
1943年（昭和18年）5月14日、ラバウル向けの航空機や軍需品、酒保用品などを搭載して第3415船団に加入して横須賀を出港した。5月22日にトラックに到着後、編成替えを行って二隻の駆潜艇に護衛されて5月26日にトラックを出港。5月28日、視界内にB-24が出現して砲撃により追い払った後 の12時3分、南緯01度42分 東経150度18分 / 南緯1.700度 東経150.300度の地点 に差し掛かったところでアメリカ潜水艦「スキャンプ」に発見される。「スキャンプ」は魚雷を5本発射し、うち3本が船体の前中後部にそれぞれ1本ずつ命中し、航行不能に陥る。駆潜艇は爆雷攻撃を行い、「スキャンプ」は攻撃が静まるのを待って深海に潜み、攻撃が止むと浮上して最初の攻撃地点へと戻った。救援のためにラバウルから救難船「長浦」、カビエンから特務艦「宗谷」がそれぞれ現場に向かってエミラウ島かムッソウ島に曳航することとなり、救援が到着するまでの間、対潜および対空警戒を厳重にして応急処置を行っていた。そこに「スキャンプ」が浮上のまま接近してくる。翌5月29日0時16分、「スキャンプ」は南緯01度40分 東経150度24分 / 南緯1.667度 東経150.400度の地点で浮上攻撃を行い、魚雷を2本発射。うち1本が命中し、急速に傾斜が増して被雷の5分後に沈没した。7月15日に解傭および除籍。

## 艦長
※『日本海軍史』第9巻・第10巻の「将官履歴」に基づく。
- 大森仙太郎 大佐：1937年9月18日 - 1937年12月1日
- 有馬正文 大佐：1937年12月1日 - 1938年9月1日
- 横川市平 大佐：1938年9月1日 - 1938年12月15日
- （兼）横川市平 大佐：1938年12月5日 - 1939年11月15日
- 安藤栄城 大佐：1939年11月15日 - 1940年7月1日
- 山田道行 大佐：1940年7月1日 - 1940年11月15日
- 服部勝二 大佐：1940年11月15日 - 1941年9月20日
- 篠田太郎八 大佐：1941年9月20日 - 1942年10月1日
- 松田尊睦 大佐：1942年10月1日 - 1943年4月26日
- 原精太郎 予備海軍大佐：1943年4月26日 - 1943年5月29日戦死 ※同日、海軍少将に特進。

## 姉妹船
- 聖川丸
- 君川丸
- 國川丸
- 宏川丸